# Ryō
Ryō (両?) a fost inițial o unitate de măsură a greutății din sistemul tradițional japonez de unități de măsură Shakkan-hō. Standardele fuseseră modelate după cele ale dinastiei Tang din China. Unitățile de măsură erau shu, ryō și kin. Un shu era greutatea a o sută de boabe de mei, sau aproximativ 0,52g. 24 de sho  erau un ryō , iar 16 ryō erau un kin. 

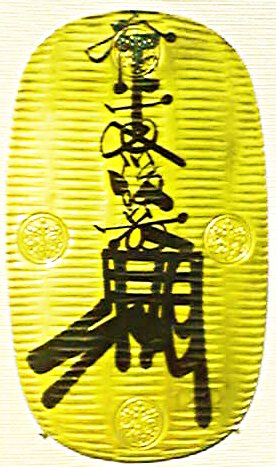
O monedă ōban cu valoarea de 10 ryō. Mărimea reală: 10-15 cm lungime.

În perioada medievală japoneză (mijlocul sec. al XII-lea - sec. al XVI-lea) era o unitate de măsurare a greutății pentru aur, argint, medicamente, și tămâie. La Kyoto un ryō de aur era de obicei 4,5 monme (1 monme fiind aprox. 3,75g).
În a doua parte a secolului al XVI-lea, a devenit o unitate monetară. Moneda de aur standard a shogunatului Tokugawa, koban-ul, echivala unui ryō, iar un ōban a fost inițial 10 ryō dar ulterior a scăzut ca valoare. Greutatea standard a unui koban de valoarea unui ryō era de 4,76 monme. 
În 1871, când a avut loc reforma monetară, 1 ryō a devenit  1 yen.